# Ann Enander
Ann Elisabet Enander, född Nordström 26 juni 1950 i Torsåkers församling i Gävleborgs län, är en svensk psykolog och forskare. Hennes forskningsområde omfattar människors reaktioner vid allvarliga kriser.

## Biografi
Enander blev legitimerad psykolog 1978 och avlade filosofie doktorsexamen i psykologi vid Uppsala universitet 1987 med en avhandling om hur människor reagerar på extrem kyla. Hon arbetade vid Arbetarskyddsstyrelsen 1974–1990: som forskare 1974–1985 och som förste forskare 1985–1990. När familjen flyttade till Karlstad 1986 kom hon i kontakt med de myndigheter inom totalförsvaret som fanns där, särskilt Försvarets forskningsanstalt och Räddningsverket. Samma år inträffade två allvarliga kriser som kom att leda in henne på krisforskning: Tjernobylolyckan och mordet på Olof Palme. Åren 1990–2000 var hon laborator vid Försvarets forskningsanstalt. Från 2010 var Enander docent vid Försvarshögskolan i Karlstad, senare professor och professor emerita i ledarskap där.
Enander har skrivit flera böcker om ledarskap och krishantering. Hon var en av ledamöterna som 2020 tillsattes i Coronakommissionen för att utvärdera regeringens och berörda myndigheters arbete med coronaviruspandemin 2019–2021.
Ann Enander invaldes som ledamot av Kungliga Krigsvetenskapsakademien 2010. Hon tilldelades 2021 Riskkollegiets pris Swedish Risk Academy Award.